# Шушенская улица (Москва)
Шу́шенская улица  — небольшая улица на северо-востоке Москвы, в Лосиноостровском районе Северо-восточного административного округа. Находится между Анадырским проездом и Изумрудной улицей. Ранее — улица Ленина в составе бывшего города Бабушкин. 29 августа 1964 года переименована по посёлку Шушенское, райцентру Красноярского края, месту ссылки Ленина в 1897—1900.

## Расположение
Шушенская улица идёт параллельно Минусинской улице, начинается от Анадырского проезда, пересекает улицу Коминтерна, Янтарный проезд и заканчивается на Изумрудной улице. На улице находился спортивный клуб и стадион «Красная стрела» до начала строительства на этом месте жилого комплекса "ТЫ и Я" в 2017 году.

## Учреждения и организации
- Дом 3, корпус 2 — Шахтспецпроект;
- Дом 7 — дом культуры «Юность»;
- Жилой комплекс "Ты и Я" (строится)